# 姶良市立帖佐中学校
姶良市立帖佐中学校（あいらしりつちょうさちゅうがっこう）は鹿児島県姶良市西餅田に所在する市立中学校である。

## 沿革
1947年（昭和22年）、学制改革によって旧帖佐青年学校の位置に帖佐町立帖佐中学校として開校した。当初の校区は当時の帖佐町内全域で、帖佐小学校、建昌小学校、三叉（さんさ）小学校の全部であったが、1950年（昭和25年）、重富村の船津小学校校区の生徒は帖佐中学校へ越境通学することになった。1955年（昭和30年）、合併により姶良町が成立すると、さらに従来の町村境界を越えて校区が変更され、帖佐小学校校区の深水、三叉小学校校区の寺師・住吉集落が山田中へ、建昌小学校校区の俵原・楠元・並木・松原下が重富中へと変更になった。

### 年表
- 1947年（昭和22年） - 5月に開校、9月にPTA結成、12月に新校舎増築
- 1948年（昭和23年） - 新教育の実践学校に指定され、教科別・能力別学習や週5日制などの試行を実施
- 1949年（昭和24年） - 新校舎355平方メートル落成（工費127万4942円）
- 1950年（昭和25年） - 重富村立船津小学校校区を校区に編入
- 1951年（昭和26年） - 平屋建ての校舎増築、理科室設置
- 1955年（昭和30年） - 町村合併により姶良町立となる、校区変更
- 1958年（昭和33年） - 講堂落成、校旗制定
- 1963年（昭和38年） - 給食室完成、完全給食実施
- 1966年（昭和41年） - 松原海岸で生徒5人の遭難事件発生、捜索するも発見できず
- 1970年（昭和45年） - プール完成
- 1972年（昭和47年） - 弓道場完成
- 1977年（昭和52年） - 3階建て新校舎2115平方メートル落成
- 1981年（昭和56年） - 3階建て新校舎落成
- 1982年（昭和57年） - 女子ソフトボール部全国大会優勝（福留金範監督）
- 1983年（昭和58年） - 体育館落成
- 1987年（昭和62年） - 野球部全国大会優勝（新貞夫監督）
- 1988年（昭和63年） - 全日本少年武道弓道大会優勝（男子）
- 2010年（平成22年） - 合併により姶良市立となる。

## 学区
- 姶良市立帖佐小学校 全域
- 姶良市立姶良小学校 一部 （姶良小学校校区は、帖佐中・重富中で分れている）
- 姶良市立建昌小学校 一部 （建昌小学校校区は、帖佐中・重富中で分れている）
- 姶良市立三船小学校 一部 （三船小学校校区は、帖佐中・山田中で分れている）

## 通学方法
校区が広いため、建昌小学校校区の松原地区、三船小校区など自宅から学校まで一定の距離がある場合や、特別な事情が認められた場合は、自転車での通学を許可している。

## 生徒数
1990年代後半以降は、40人編成の6ないし7学級で編成している。少子化により、生徒数や入学者数や卒業生数は90年代前半や中期と比べると卒業生数は、減少気味ではある。しかし、現在でも、県内でも生徒数の多い学校の部類に入る。

## 校則
校則により、男子生徒の頭髪は、丸刈り（坊主）と決められていたが、1998年（平成10年）1月に、男子生徒の頭髪の自由化が試行され、翌年度、正式に廃止される。しかし、部活によって、丸刈りを奨励、強制している場合もあるが、校則による男子生徒全員に対しての丸刈り強制は現在では完全に廃止されている。
女子生徒の頭髪規定は、一つ結び、二つ結び、三つ編み、おかっぱ、ショートカット。前髪は眉毛につかないようにしなければならない。
冬には、マフラーは禁止。だが、手袋は自転車通学生、徒歩通学生同様許可されている。（校舎内での着用は不可。校則違反の対象となる。）なお、ウィンドブレーカーは学校指定または部活動指定のものが登下校時着用を許可されている。

## 制服
男子は黒の学生服、女子はセーラー服である。

## 体操服
女子の体操服は、1996年（平成8年）3月までに、ブルマーは廃止されている。

## 進学先
公立高校では、市内にある加治木高校、蒲生高校、加治木工業高校の3校を中心に進学している。また近隣の隼人工業高校、国分中央高校、国分高校に進学する生徒も多い。他には、鹿児島高専、鹿児島市内の鹿児島女子高を始め、県内各地のその他の公立高校に進学する生徒もいる。また、私立では、鹿児島高校、鹿児島実業高校、樟南高校、加治木女子高校、鹿児島第一高校などに進学している。鹿児島市内の普通科（鶴丸、甲南、鹿児島中央、鹿児島玉龍など）を一般入試で受ける場合は、10％枠（以前は5％枠）学区外受験となる。

## 部活動
運動部では、陸上・野球・サッカー・男子テニス・女子テニス・男子バレー・女子バレー・卓球・剣道・柔道・弓道・ソフトボール・水泳があり、文化部では、演劇・吹奏楽・美術などがある。

## 主な出身者
- 大漉賢司 - 柔道家
- 中原大樹 - 元プロ野球選手